# Dhul-Kifl

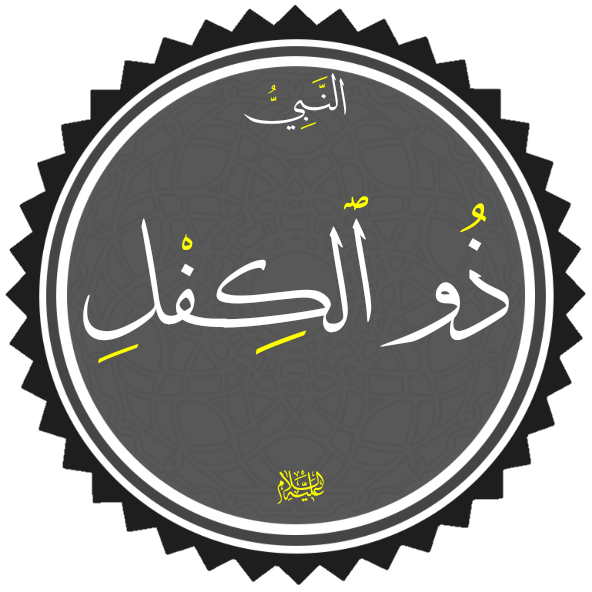

Dhul-Kifl, o Zul-Kifl (en árabe: ذُو ٱلْكِفْل‎) que significa "Poseedor del Pliegue" (600 a. C.) es un profeta islámico que ha sido identificado con varios profetas de la Biblia hebrea, más comúnmente con Ezequiel. También se cree que es el Profeta Eliseo, sin embargo se desconoce su naturaleza. Según la creencia de que fue Ezequiel, se cree que vivió aproximadamente 75 años y que predicó en lo que hoy es Irak. Se cree que Dhul-Kifl ha sido exaltado por Dios a una alta paz y es identificado en el  Corán como un hombre de la "Compañía del Bien". Aunque no se sabe mucho de Dhul-Kifl de otras fuentes históricas, todos los escritos de comentaristas clásicos, como Ibn Ishaq y Ibn Kathir, hablan de Dhul-Kifl como un hombre profético y espiritual que se mantuvo fielmente en la oración  y el culto 
diario.

## Dhul-Kifl en el Corán
Dhul-Kifl ha sido mencionado dos veces en el Sagrado Corán, en los siguientes versos:

Y (recuerda) a Isma'il, Idris, y Zul-kifl, y a todos (los hombres) de constancia y paciencia.
 Los admitimos a nuestra misericordia, porque eran de los justos.
Corán, sura 21 (Al-Anbiya), ayat 85–86

Y conmemora a Isma'il, Eliseo y Zul-Kifl: cada uno de ellos era de la Compañía del Bien.
Corán, sura 38 (Triste), aleya 48

En ambos casos, Dhū'l-Kifl se menciona en el contexto de una lista de profetas coránicos, incluidos muchos otros no mencionados en el ayat citado anteriormente.

## Etimología
El nombre Dhul Kifl literalmente significa "el que tiene un kifl", usando un tipo de nombre donde ذُو dhū ("poseedor de") precede a alguna característica asociada de manera característica. Tales nombres se usaron de otras figuras notables en el Corán, por ejemplo ذُوٱلْنُّون Dhū 'l-Nūn / ذَا ٱلْنُّون Dhā' l-Nūn "El que tiene el pez ", refiriéndose a ذُوٱلْقَرْنَيْن Jonás, y ذُوٱلْقَرْنَيْن Dhū'l-Qarnayn / / ذَا ٱلْنُّون Dhā 'l-Qarnayn "El de la Doble Luz" Kifl es una palabra árabe arcaica que significa "doble" o "duplicado", desde una raíz que significa "doblar" o "plegar"; También se usaba para un pliegue de tela. Generalmente se entiende que el nombre significa "uno de una doble porción". Algunos estudiosos han sugerido que el nombre significa "el hombre con la doble recompensa" o más bien "el hombre que recibió la recompensa dos veces más",[] es decir, es un título para Job, ya que su familia le fue devuelta. Según el Corán y el Libro de Job.

## Identificaciones

### Ezequiel
Algunos opinan que Dhul Kifl podría ser Ezequiel. Cuando el exilio, la monarquía y el estado fueron aniquilados, ya no era posible una vida política y nacional. De conformidad con las dos partes de su libro, su personalidad y su predicación son dos, y el título Dhul Kifl significa "el uno para doblar" o "para plegar".
Abdullah Yusuf Ali, en su comentario del Corán dice:

Dhul-Kifl significaría literalmente "poseedor o otorgante de un doble requisito o porción"; o bien, "alguien que usó una capa de doble grosor", que es uno de los significados de Kifl. Los comentaristas difieren en la opinión de a quién se refiere, por qué se le aplica el título. Creo que la mejor sugerencia es la ofrecida por Karsten Niebuhr en su Reisebeschreibung nach Arabien, Copenhague, 1778, ii. 264-266, como se cita en la Enciclopedia del Islam bajo Dhul-Kifl. Visitó Mashhad 'Todo en' Irak, y también la pequeña ciudad llamada Kifl, a medio camino entre Najaf y Hilla (Babylon). Kefil, dice, es la forma árabe de Ezequiel. El santuario de Ezequiel estaba allí, y los judíos llegaron a él en peregrinación.
Si aceptamos que "Dhul al Kifl" no sea un epíteto, sino una forma árabe de "Ezequiel", encaja en el contexto, Ezequiel fue un profeta en Israel que fue llevado a Babilonia por Nabucodonosor después de su segundo ataque a Jerusalén (aproximadamente 599 a.C.). Su libro está incluido en la Biblia en inglés (Antiguo Testamento). Fue encadenado y atado, y encarcelado, y por un tiempo fue mudo. Soportó a todos con paciencia y constancia, y continuó reprendiendo audazmente los males en Israel. En un pasaje ardiente, él denuncia falsos líderes con palabras que son eternamente verdaderas: "¡Ay de los pastores de Israel que sí se alimentan! ¿No deberían los pastores alimentar a los rebaños? Comes la grasa, y te vistes con la lana, matas a los que son alimentados, pero no alimentas el rebaño. No has fortalecido a los enfermos, ni has curado lo que estaba enfermo, ni has atado a lo que estaba roto ..."
Abdullah Yusuf Ali. El Sagrado Corán: texto, traducción y comentario

Al Kifl (en árabe: بن الكفل; ibn ul-Kifl ) es una ciudad en el sureste de Irak en el río Éufrates, entre Najaf y Al Hillah. Los nombres variantes del santuario dentro de Al Kifl son: Santuario Dhu'l Kifl, Marqad Dhu'l Kifl, Qubbat Dhu'l Kifl, Qabr al-Nabi Dhu al-Kifl, Santuario Dhu al-Kifl, Santuario Zul Kifl, Qabr Hazqiyal, Santuario Hazqiyal. Hazqiyal es la transcripción árabe del hebreo Y'hezqel, que fue utilizada principalmente por judíos sefardíes después de que adoptaron el árabe. Esto indica que los judíos igualaron a Ezequiel y a Dhul-Kifl, y los exégetas musulmanes siguieron su ejemplo. Las autoridades iraquíes afirman que en 1316 (715-16 AH) el  Sultán Ilkhanid Uljaitu adquirió los derechos de tutela sobre la tumba de la comunidad judía. En consecuencia, el santuario fue renombrado según la nomenclatura islámica para el mismo profeta. El sultán Uljaitu agregó a la estructura la construcción de una mezquita y un minarete. Además, restauró el santuario implementando algunas alteraciones claras al comparar su estado actual con las descripciones de los viajeros anteriores a Ilkhanid. El sitio siguió siendo un lugar de peregrinación musulmán hasta principios del siglo XIX, cuando Menahim Ibn Danyal, un judío adinerado, lo convirtió nuevamente en un sitio judío y lo restauró. El minarete permaneció como el único testigo de su permanencia como un sitio islámico. Aunque la mezquita y el minarete fueron construidos en el siglo XIV, no se puede determinar la antigüedad del santuario y la tumba.

### Otros
Aunque la identificación con Ezequiel es la más común, Dhul-Kifl también se ha identificado de diversas maneras con Josué, Abdías, e Isaías.
Algunos eruditos opinan que Dhul-Kifl era Buda."El de Kapeel" como el sonido Pe no existe en árabe el Corán lo menciona como Kifil.

## Otras lecturas
- Thalabi, Ara'is al-Madjalis, Edición El Cairo 1371, 155
- J. Horovitz, Koranische Untersuchungen, 113
- Harawi, K. al-isharat ila ma'rifat al-Ziyarat, ed. J. Sourdel-Thomine, 76
- Guía de los lugares de peregrinación, trad. J. Sourdel-Thomine, 76, Damasco 1957, 174 (en francés)